# Escut i bandera d'Algímia d'Almonesir
L'escut i la bandera d'Algímia d'Almonesir són els símbols representatius d'Algímia d'Almonesir, municipi del País Valencià, a la comarca de l'Alt Palància.

## Escut heràldic
L'escut oficial d'Algímia d'Almonesir té el següent blasonament:
| « | Escut quadrilong de punta redona. En camp de gules, castell d'or, maçonat i aclarit de sable, terrassat del seu color, amb una bandera d'argent amb l'asta de sable sobre la torrassa central. Al timbre, corona reial oberta. | » |

## Bandera
La bandera oficial d'Algímia d'Almonesir té la següent descripció:
| « | Bandera de proporcions 2:3. Tercejada en alt. Primer, el de l'asta, de gules o roig, amb una torre d'or, amb una bandera d'argent amb l'asta de sable, sobre la torre central. El segon o central de groc. El tercer, al batent, d'argent o gris perla. | » |

## Història
L'escut s'aprovà per Resolució del 2 d'octubre de 2001, del conseller de Justícia i Administracions Públiques, publicada en el DOGV núm. 4.117, del 30 d'octubre de 2001.
Es tracta de l'escut tradicional, emprat per l'Ajuntament si més no des de mitjan segle xix, fa referència al castell d'Almonesir, del segle xii, un antic ribat, o monestir musulmà fortificat. A l'Arxiu Històric Nacional es conserven dos segells en tinta, un de l'Ajuntament i l'altre de l'Alcaldia, de 1876, on ja apareix l'escut.
L'autor de la bandera és Ramon Gimeno Royo. Va ser aprovada per Resolució de 9 de març de 2004, del conseller de Justícia i Administracions Públiques, publicada en el DOGV núm. 4.737, de 22 d'abril de 2004.